# Synagoga w Sztumie
Synagoga w Sztumie – nieistniejąca synagoga znajdująca się w Sztumie, przy dzisiejszej ulicy Związku Jaszczurczego.
Synagoga została zbudowana w 1862 roku. Podczas nocy kryształowej z 9 na 10 listopada 1938 roku, bojówki hitlerowskie spaliły synagogę. Po zakończeniu II wojny światowej nie została odbudowana. Obecnie na jej miejscu znajduje się blok mieszkalny.
Murowany budynek synagogi wzniesiono na planie prostokąta. Całość była nakryta dachem dwuspadowym. Do dziś nie zachowały się zdjęcia budynku, z wyjątkiem kilku lotniczych.